# 切法鄉
46°55′N 21°44′E / 46.917°N 21.733°E
切法鄉（羅馬尼亞語：Comuna Cefa, Bihor），是羅馬尼亞的鄉份，位於該國西北部，由比霍爾縣負責管轄，面積123平方公里，海拔高度95米，2007年人口2,383，人口密度每平方公里19人。